# Toplița (Hunedoara)
Toplița [ˈtoplit͡sa] (ungarisch Királybánytoplica oder Toplica) ist eine Gemeinde im Kreis Hunedoara in der Region Siebenbürgen in Rumänien.

## Geographische Lage

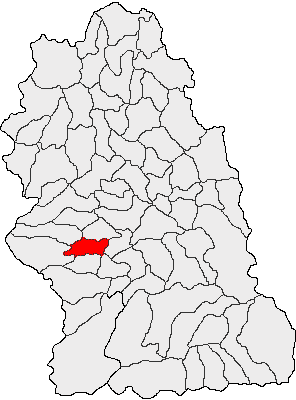
Lage der Gemeinde Toplița im Kreis Hunedoara

Die Gemeinde Toplița liegt im Südwesten des Siebenbürgischen Beckens, nördlich des Poiana-Ruscă-Gebirges. Am Cerna – einem linken Zufluss des Mureș (Mieresch) –, im Zentrum des Kreises Hunedoara, befindet sich der Ort an der Kreisstraße (drum județean) DJ 687D, etwa 21 Kilometer südwestlich von Hunedoara (Eisenmarkt); die Kreishauptstadt Deva (Diemrich) liegt etwa 37 Kilometer nördlich von Toplița entfernt.
Die eingemeindeten Dörfer befinden sich 1,2–3,4 Kilometer vom Gemeindezentrum entfernt und sind nur auf zum Teil schlecht befestigten Schotterstraßen zu erreichen.

## Geschichte
Der Ort Toplița wurde erstmals 1482 urkundlich erwähnt. Eine Besiedlung der Region geht jedoch nach Funden auf dem Gebiet des eingemeindeten Dorfes Goleș (ungarisch Golles) bis in die Frühbronzezeit zurück. Seit 1511 sind Schmelzöfen und Hammerschmieden urkundlich erwähnt. Diese wurden 1850–1865 endgültig stillgelegt.
Mitte des 18. Jahrhunderts entstanden durch Fördermaßnahmen von neuer Technologie zur Herstellung von Eisen durch das Erzherzogtums Österreich mehrere Schmieden. 1778–1779 wurden unter der Leitung von Franz Joseph Müller von Reichenstein Forschungen zur Steigerung der Eisenproduktion unternommen. Am 13. Juli 1781 wurde der erste Hochofen in Toplița in Betrieb genommen. 1787 wurde hier an 112 Tagen aus 1563,9 Tonnen Erz 528 Tonnen Eisen erzeugt.
Die Hauptbeschäftigung der Bevölkerung heute sind die Land-, die Forstwirtschaft und die Viehzucht.

## Bevölkerung
Bei der Aufnahme von 1850 lebten auf dem Gebiet der heutigen Gemeinde 1376 Menschen. 1186 davon waren Rumänen, 130 Deutsche, 52 Roma und acht Ungarn. Die höchste Einwohnerzahl der Gemeinde (2202) – gleichzeitig die der Rumänen (2095) und die der Ungarn (92) – wurde 1910 erreicht. Die höchste Anzahl der Deutschen und die der Roma wurde 1850 gezählt. Darüber hinaus bezeichnete sich 1890 und 1966 je ein Einwohner als Slowake. Seit 1910 ist die Einwohnerzahl stetig rückläufig. 2002 lebten auf dem Gebiet der Gemeinde Toplița 882 Menschen, davon waren 880 Rumänen und zwei Ungarn.

## Sehenswürdigkeiten
- Die Ruinen eines Schmelzofens, 1781 errichtet, stehen unter Denkmalschutz.[7]
- Im eingemeindeten Dorf Vălari (Valár) die Holzkirche Sf. Nicolae, im 17. Jahrhundert errichtet, steht unter Denkmalschutz.[7]

## Bilder der Holzkirche in Vălari

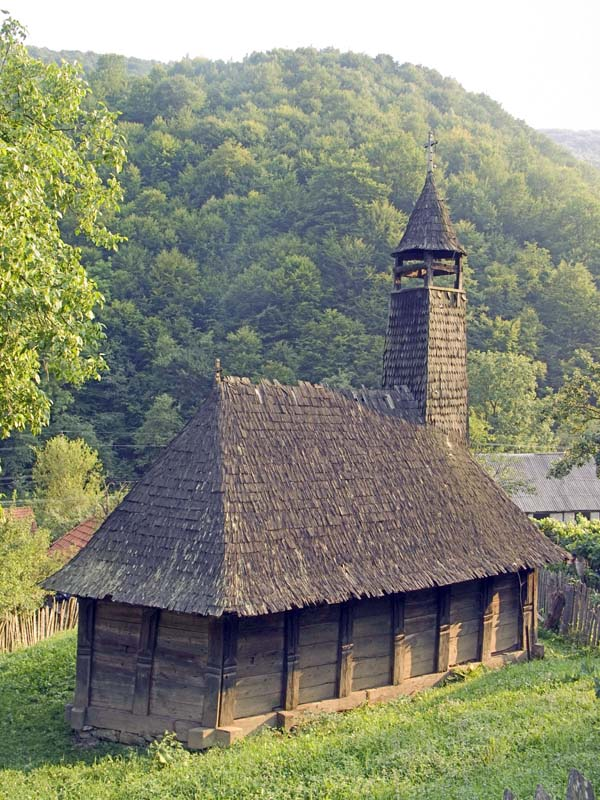
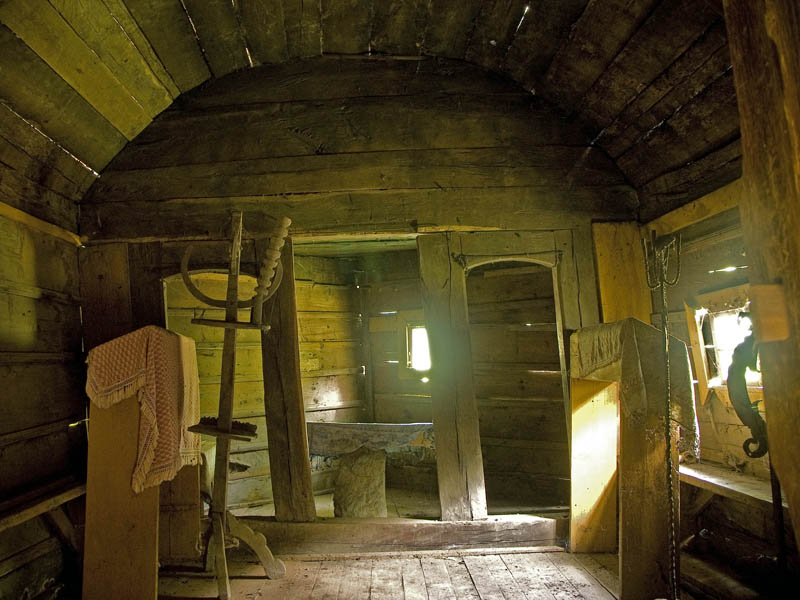
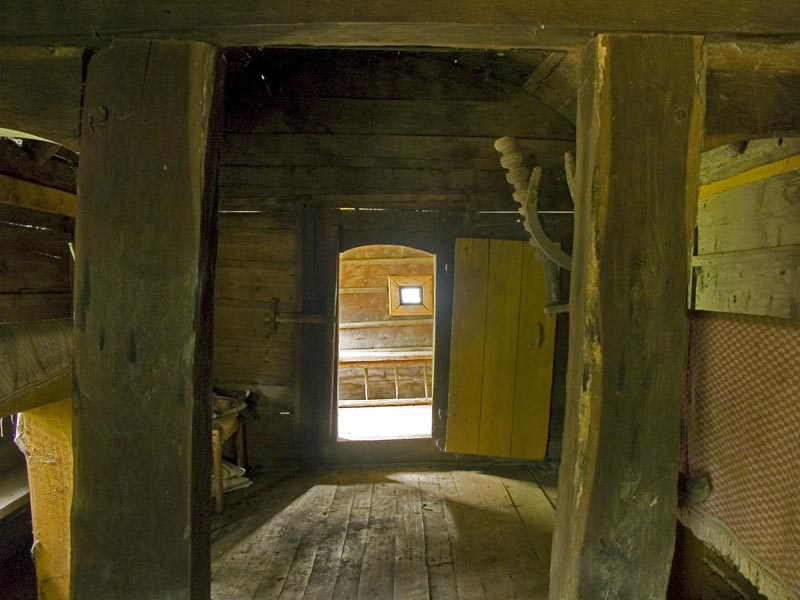
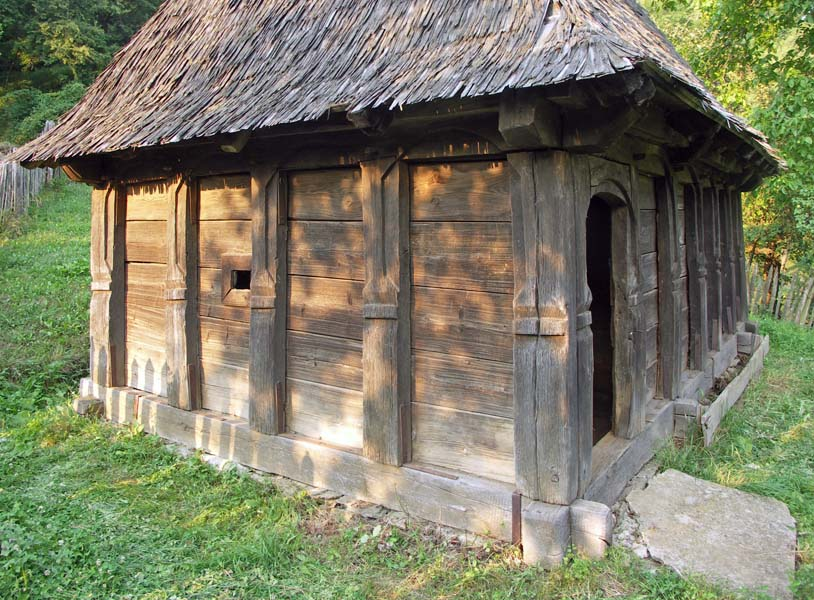